# Душер, Альдо
А́льваро «А́льдо» Пе́дро Ду́шер (исп. Alvaro "Aldo" Pedro Duscher; род. 22 марта 1979, Эскель, Аргентина) — аргентинский футболист, опорный полузащитник. Имеет также австрийское гражданство.

## Достижения

### Клуб
Спортинг
- Чемпион Португалии: 1999/00

Депортиво
- Обладатель Кубка Испании: 2001/02
- Обладатель Суперкубка Испании (2): 2000, 2002

Севилья
- Обладатель Кубка Испании: 2009/10